# Valamon

Valamon est une série de bande dessinée.
- Scénario : Nicolas Jarry
- Dessins et couleurs : Reno

## Albums
- Tome 1 : Profession de foi (2007)

## Publication

### Éditeurs
- Delcourt (Collection Terres de Légendes) : Tome 1 (première édition du tome 1).